# Dovania poecila
Dovania poecila är en fjärilsart som beskrevs av Rothschild och Jordan 1903. Dovania poecila ingår i släktet Dovania och familjen svärmare. Inga underarter finns listade i Catalogue of Life.